# Агаг
Агаг (івр. אגג) — цар амалекітян.

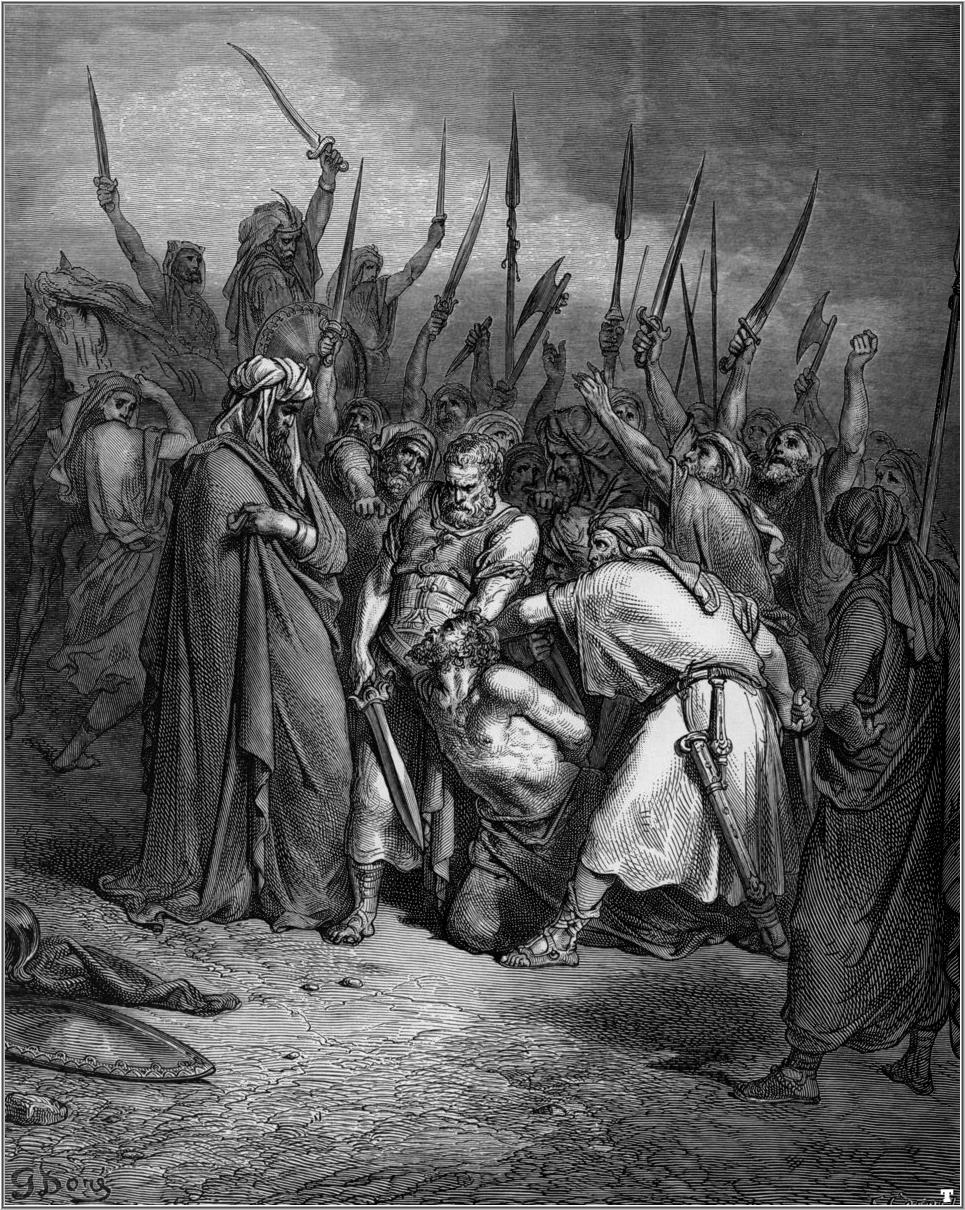
Гюстав Доре — Смерть Агага

Був переможений і взятий в полон царем ізраїльським Саулом та убитий потім пророком Самуїлом.
Ім'я «Агаг» згадується також у «П'ятикнижжі Мойсея — Книзі Чисел» (Числа, XXIV, 7) у пророцтві Валаама, з чого роблять висновок, що Агаг була загальна назва амалекітянських царів, як і авімелех у філістимлян і фараон у єгиптян. Критики бачили в цьому доказ пізнішого походження названої глави П'ятикнижжя. Так Аман, перський царедворець, про якого оповідає книга Естер, називається агагій, тобто нащадок роду Агага, а Йосиф Флавій(Antt. — XI, 6, 5) прямо позначає його амалекітянином. Можливо також, що Агаг — не ім'я, а тільки титул амалекітянских царів.